# Бенитес, Сантьяго
Сантьяго Бенитес (исп. Santiago Benítez; 1903, Парагвай — 1997) — парагвайский футболист, полузащитник.

## Биография
С 1926 года по 1931 год выступал за «Олимпию» из столице Парагвая Асунсьон.
Главный тренер национальной сборной Парагвая Хосе Дуранд Лагуна вызвал Бенитеса на первый чемпионат мира 1930, который прошёл в Уругвае. На турнире он провёл всего 1 матч, против Бельгии, который закончился победой его команды со счётом (1:0). В своей группе Парагвай занял второе место, но не прошёл в полуфинал, команда Сантьяго Бенитеса уступила США и обогнала Бельгию.